# Visual China Group
Visual China Group est une entreprise chinoise spécialisée dans la distribution de photographies fondée en 2000 et basée à Pékin.
Elle détient les entreprises 500px, Corbis et est le distributeur de Getty Images hors de Chine.